# William Taubman
William Chase Taubman (* 13. listopadu 1940, New York) je americký politolog. Jeho biografie Nikity Sergejeviče Chruščova získala Pulitzerovu cenu v roce 2004 a National Book Critics Circle Award v 2003.
Studoval na Bronx High School of Science a získal titul B.A. na Harvardově univerzitě v roce 1962, M.A. na Columbia University roku 1965, Certificate of the Russian Institute, 1965 a Ph.D. na Columbia University léta 1969.
Působí na Amherst College jako profesor politologie; roku 2006 získal Guggenheimovo stipendium. Jeho bratr je novinář Philip Taubman.

## Dílo (výběr)
- Gorbachev: His Life and Times (W. W. Norton & Company, 2017), ISBN 978-0-393-64701-3.
- Trump and Putin in Historical Perspective: How We Got into the New Cold War, Amherst College A talk by William Taubman, the Bertrand Snell Professor of Political Science, Emeritus (June 6, 2017)
- Khrushchev: The Man and His Era (W. W. Norton & Company, 2003), ISBN 0-393-05144-7.
- Moscow Spring, spoluautor Jane Taubman (Summit Books, 1989), ISBN 0-671-67731-4.
- Stalin's American Policy: From Entente to Détente to Cold War (W W Norton & Company, 1982), ISBN 0-393-01406-1.
- Khrushchev on Khrushchev, překlad Sergej Chruščov, ed. (Boston: Little, Brown, 1990)

### Česky vyšlo
- Chruščov: člověk a jeho doba, Praha, BB/art 2005. (překlad Milan Dvořák)
- Gorbačov: život a doba, Praha, Academia 2022. (překlad Veronika Maxová a Jaroslav Veis) Dostupné online.